# Piccadilly Circus (metropolitana di Londra)
Piccadilly Circus è una stazione della metropolitana di Londra, all'incrocio tra le linee Piccadilly e Bakerloo.

## Storia
La stazione venne aperta al pubblico il 10 marzo 1906 dalla Baker Street and Waterloo Railway (oggi linea Bakerloo). Le banchine della Great Northern, Piccadilly and Brompton Railway (oggi linea Piccadilly) vennero aperte nove mesi più tardi, il 15 dicembre 1906.
Originariamente la stazione aveva un edificio di superficie comprendente una biglietteria, con ingressi secondari su Haymarket e Jermyn Street. Come la maggior parte delle stazioni delle linee Bakerloo e Piccadilly, di proprietà del finanziere americano Charles Yerkes e della sua holding Underground Electric Railways Company of London (UERL), l'edificio era stato progettato dall'architetto Leslie Green con una facciata rivestita, nel suo tipico stile, in piastrelle di terracotta rossa color "sangue di bue". Questo ingresso fu chiuso il 21 luglio 1929 e l'edificio venne demolito negli anni ottanta. Una parte dei passaggi in disuso che conducevano agli ascensori esiste tuttora, e il London Transport Museum organizza frequenti visite guidate delle aree edoardiane della vecchia stazione nell'ambito del suo programma "Hidden London".
L'aumento del traffico prima e dopo la prima guerra mondiale costrinse ad una ristrutturazione della stazione (infatti nel 1907 la stazione era usata da circa un milione e mezzo di passeggeri all'anno; nel 1922 il numero di passeggeri crebbe fino a 18 milioni). Si decise quindi di costruire una sala biglietteria nel sottosuolo e ampie aree di circolazione, che avrebbero avuto anche funzione di sottopassaggi pedonali, per far fluire più velocemente i passeggeri. Il progetto fu affidato all'architetto Charles Holden. La ristrutturazione iniziò nel 1925 e terminò nel 1928, e costò più di mezzo milione di sterline. Furono installate undici scale mobili che conducevano alle piattaforme di entrambe le linee che servono la stazione. Sopra le scale mobili era presente un murale realizzato dell'artista Stephen Bone, il quale mostrava il mondo con Londra sita al suo centro. Questo venne poi rimpiazzato da dei manifesti pubblicitari.

Dal 7 marzo 1984 la biglietteria sotterranea e gli ornamenti in bronzo degli ingressi ai sottopassaggi sono monumenti classificati di grado II.
La famosa fontana con la statua di Eros nel centro della piazza, situata direttamente sopra la stazione, fu spostata presso i Victoria Embankment Gardens per la durata dei lavori.
Le banchine della linea Bakerloo a Piccadilly Circus offrono ai passeggeri un punto di vista unico sulla rete: il tunnel singolo con un incrocio all'estremità nord della stazione consente di vedere entrambe le banchine contemporaneamente. La stazione può fungere da capolinea intermedio per treni della linea Bakerloo in direzione sud.

### Progetti
È stato proposto di inserire la stazione nella futura linea Chelsea-Hackney, anche conosciuta come Crossrail 2. Piccadilly Circus verrebbe a trovarsi fra le stazioni di Victoria e di Tottenham Court Road. Una eventuale nuova stazione a Piccadilly Circus su questa linea dovrebbe nel caso venire costruita al di sotto dei livelli già esistenti, probabilmente unitamente a una ristrutturazione degli edifici già esistenti. Tuttavia, una fermata a Piccadilly Circus sarà inclusa solo nel caso che la nuova linea diventi parte della rete della metropolitana e non della rete della National Rail, situazione analoga a quella di molte altre stazioni proposte per il percorso della linea attraverso il centro di Londra.

## Strutture e impianti
La stazione di Piccadilly Circus è una delle poche nella metropolitana di Londra a non avere edifici correlati in superficie.
La stazione rientra nella Travelcard Zone 1.

## Interscambi
Nelle vicinanze della stazione effettuano fermata numerose linee urbane automobilistiche, gestite da London Buses.
- Fermata autobus

## Galleria d'immagini

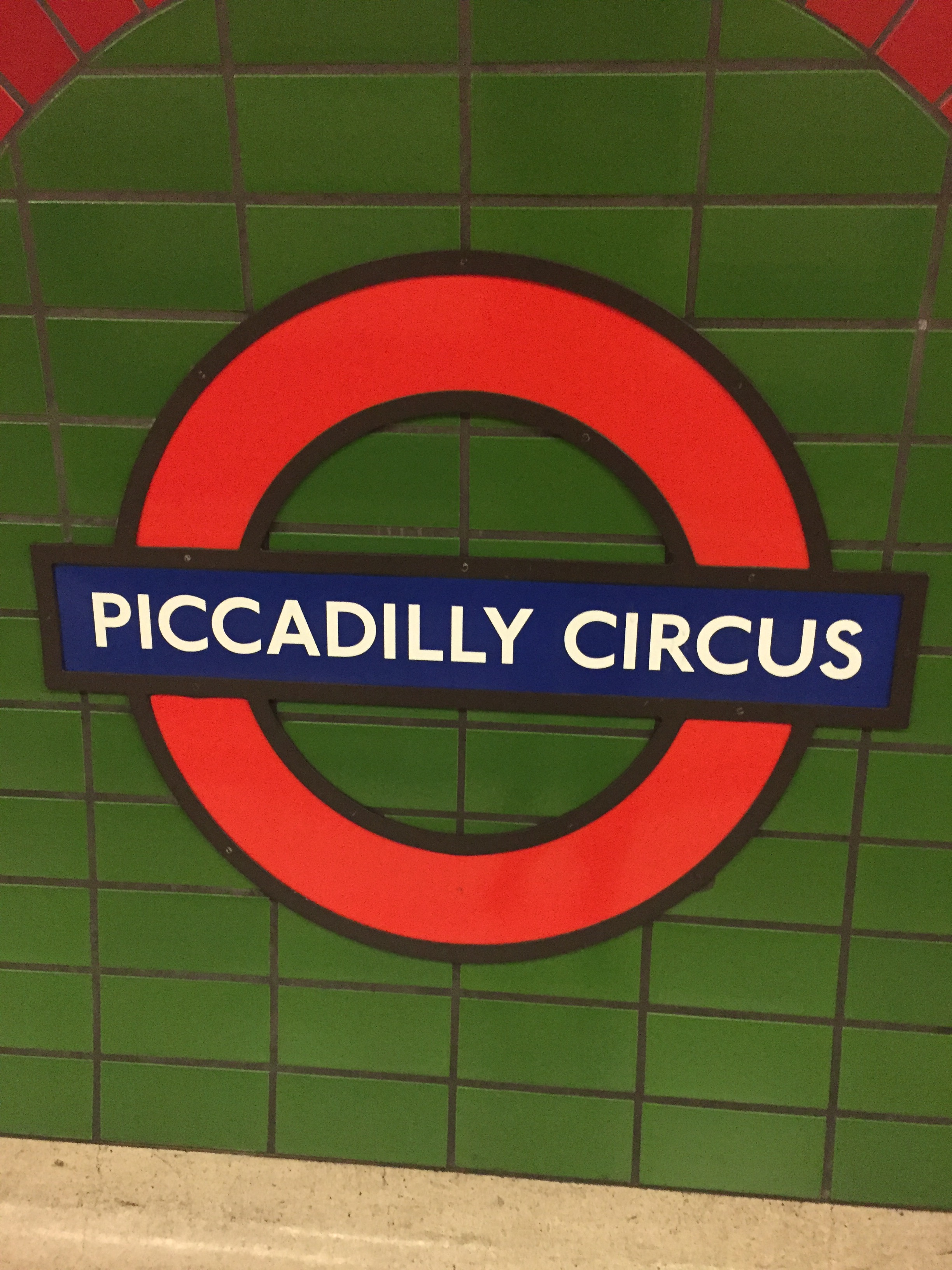
Roundel.
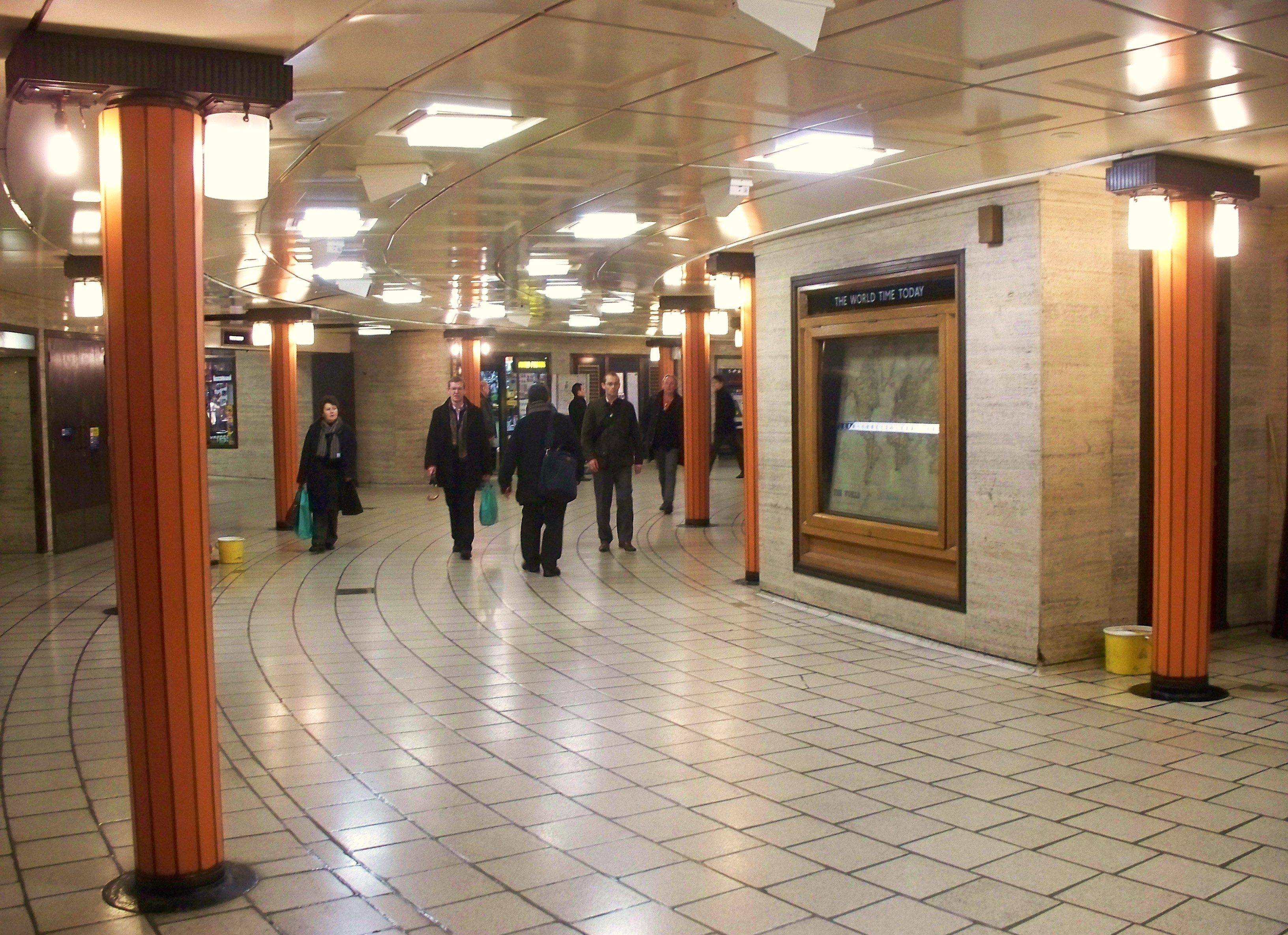
La sala biglietteria di Piccadilly Circus, sotto alla rotatoria.
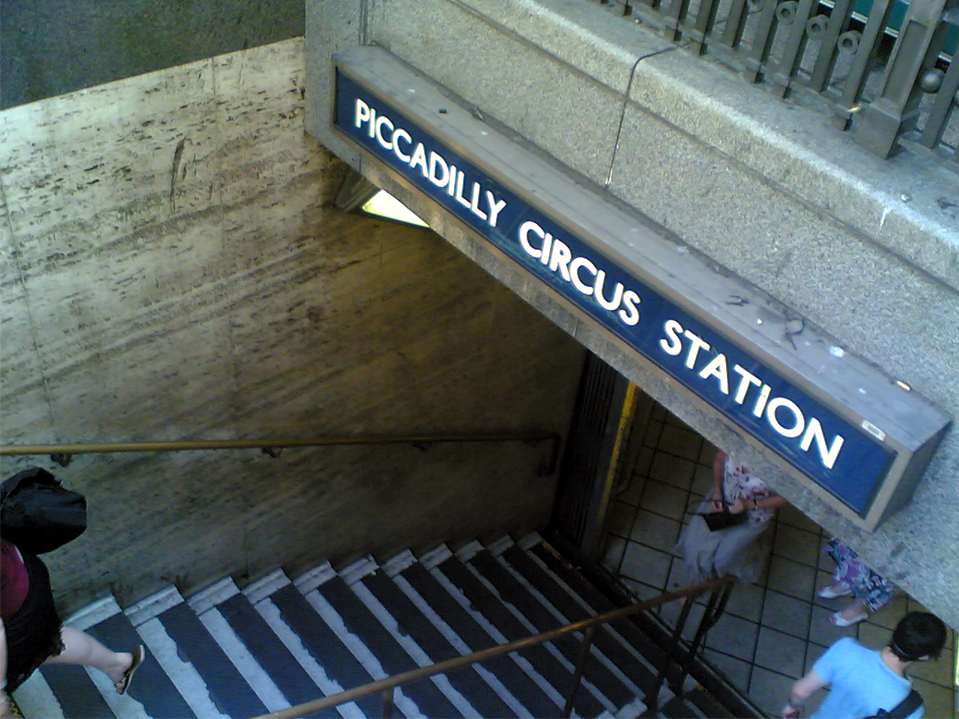
Alla fine della scalinata.
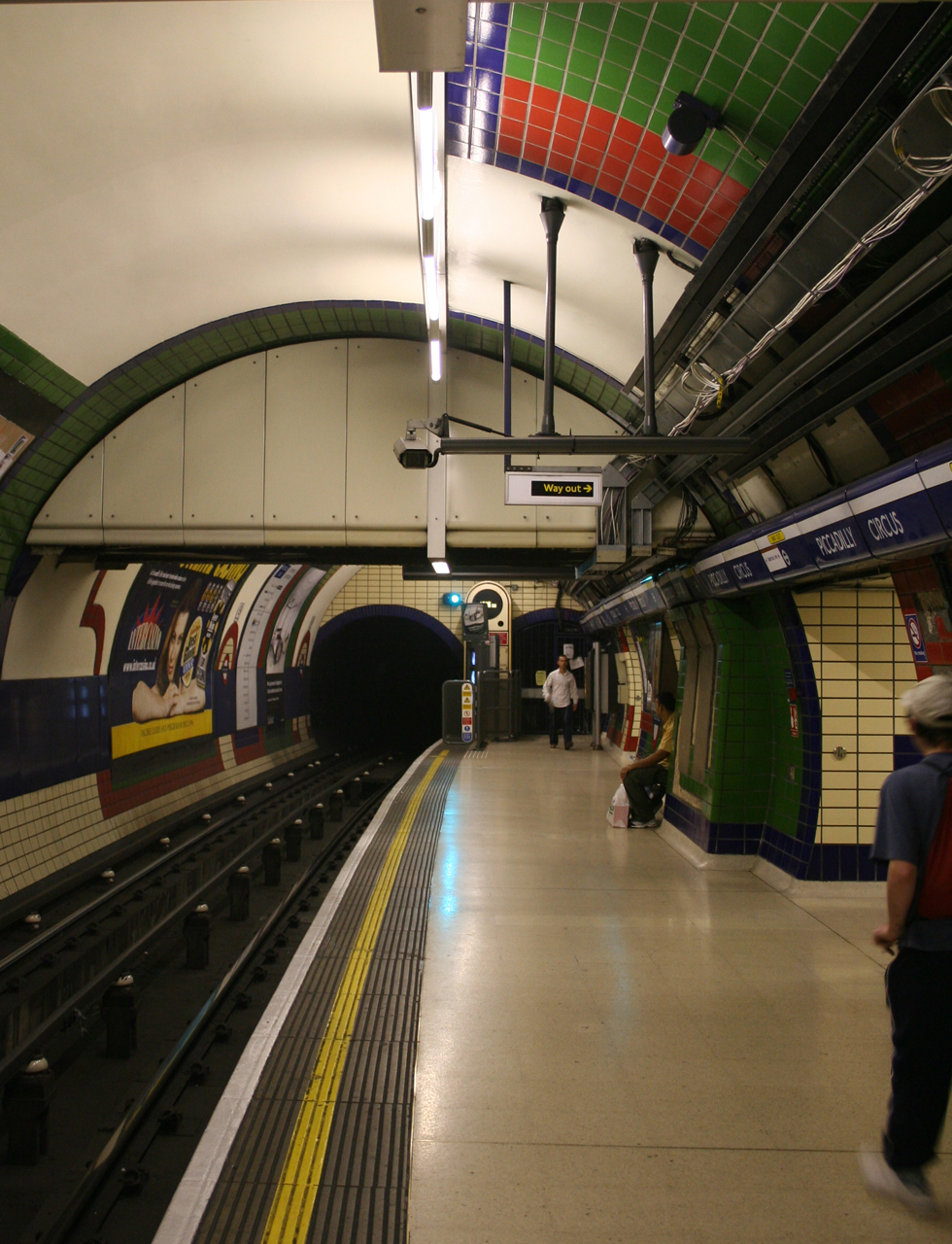
La piattaforma della linea Piccadilly.
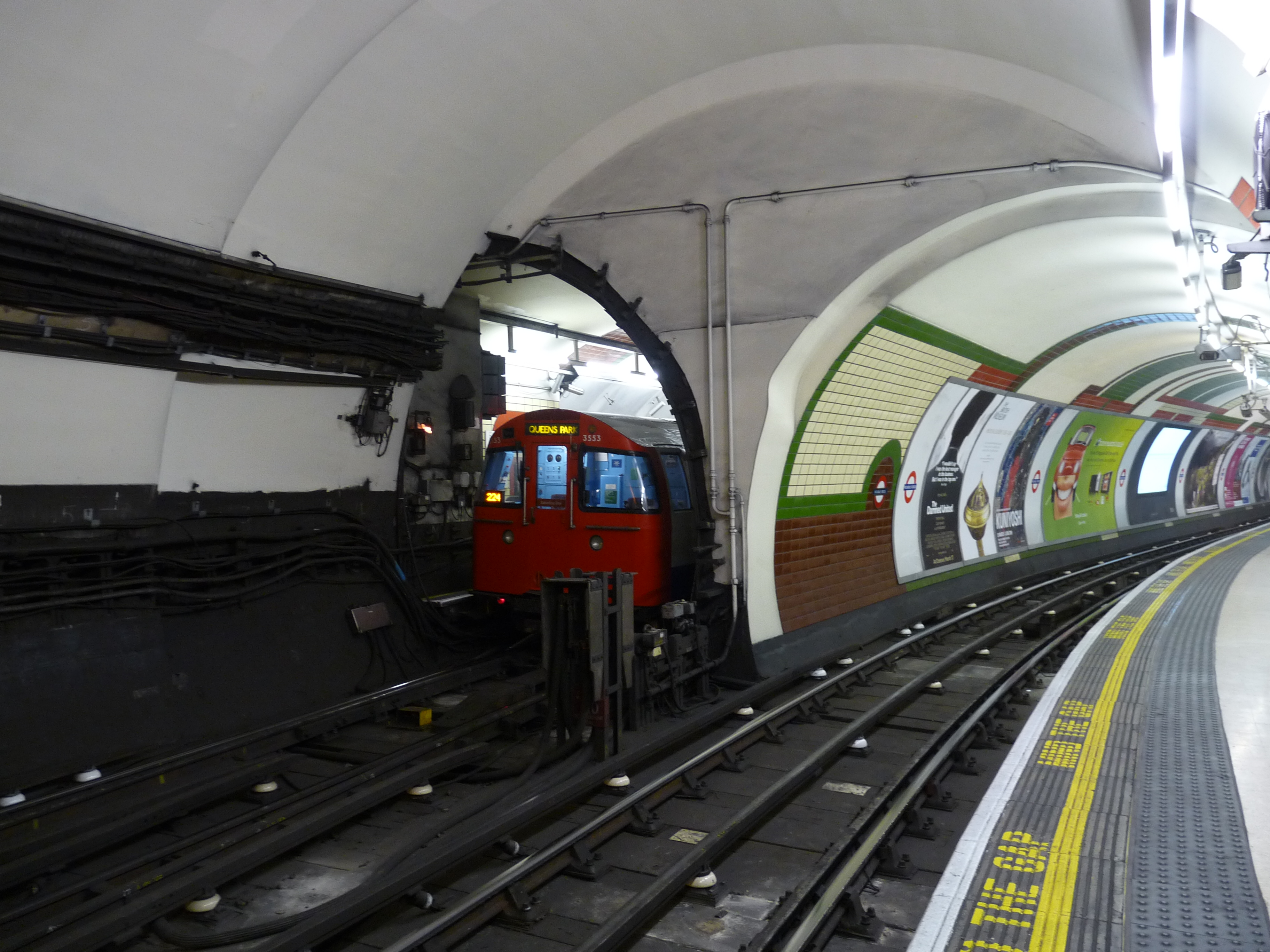
Le piattaforme della linea Bakerloo.
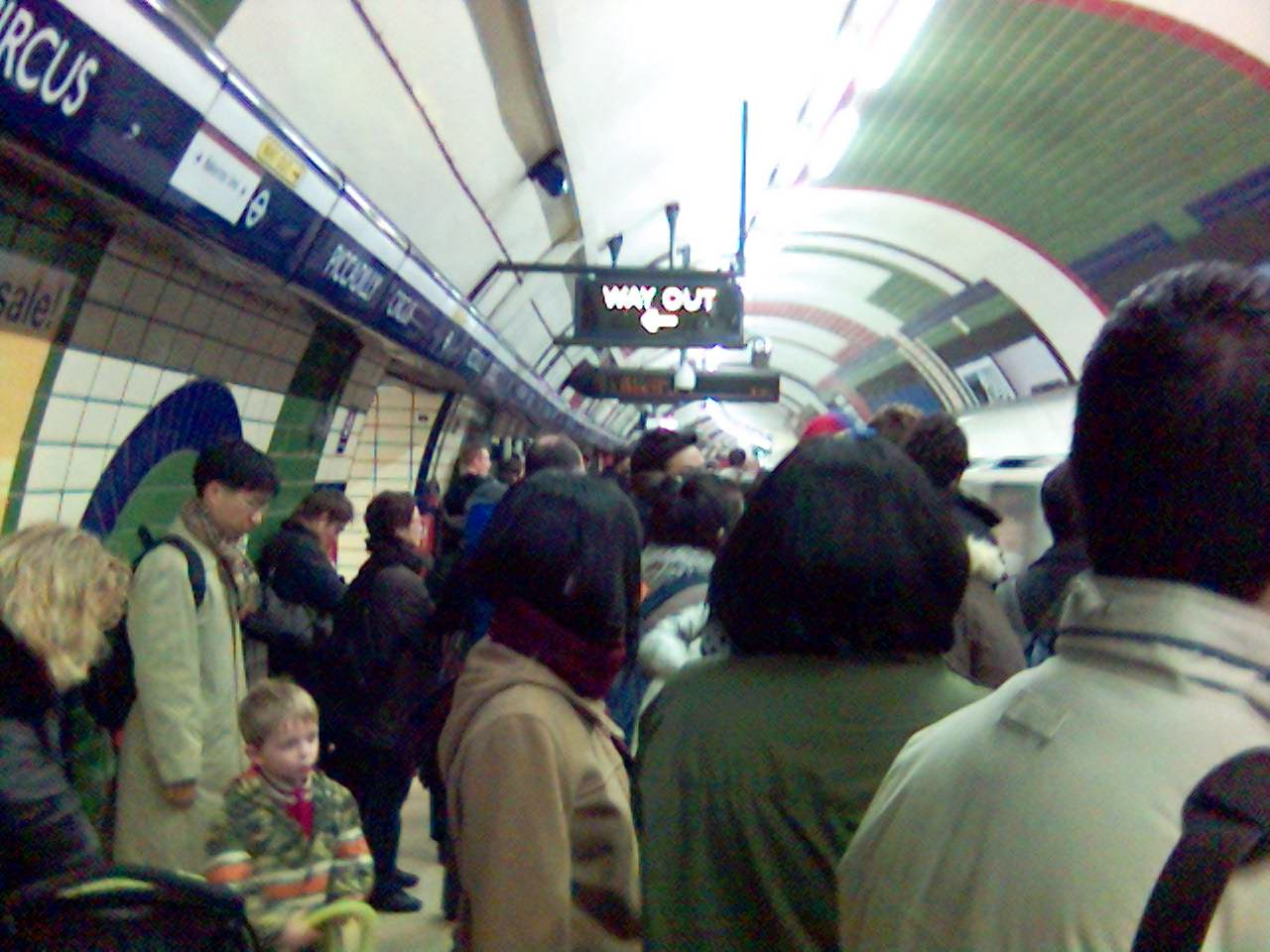
Piccadilly Circus nelle ore di punta.
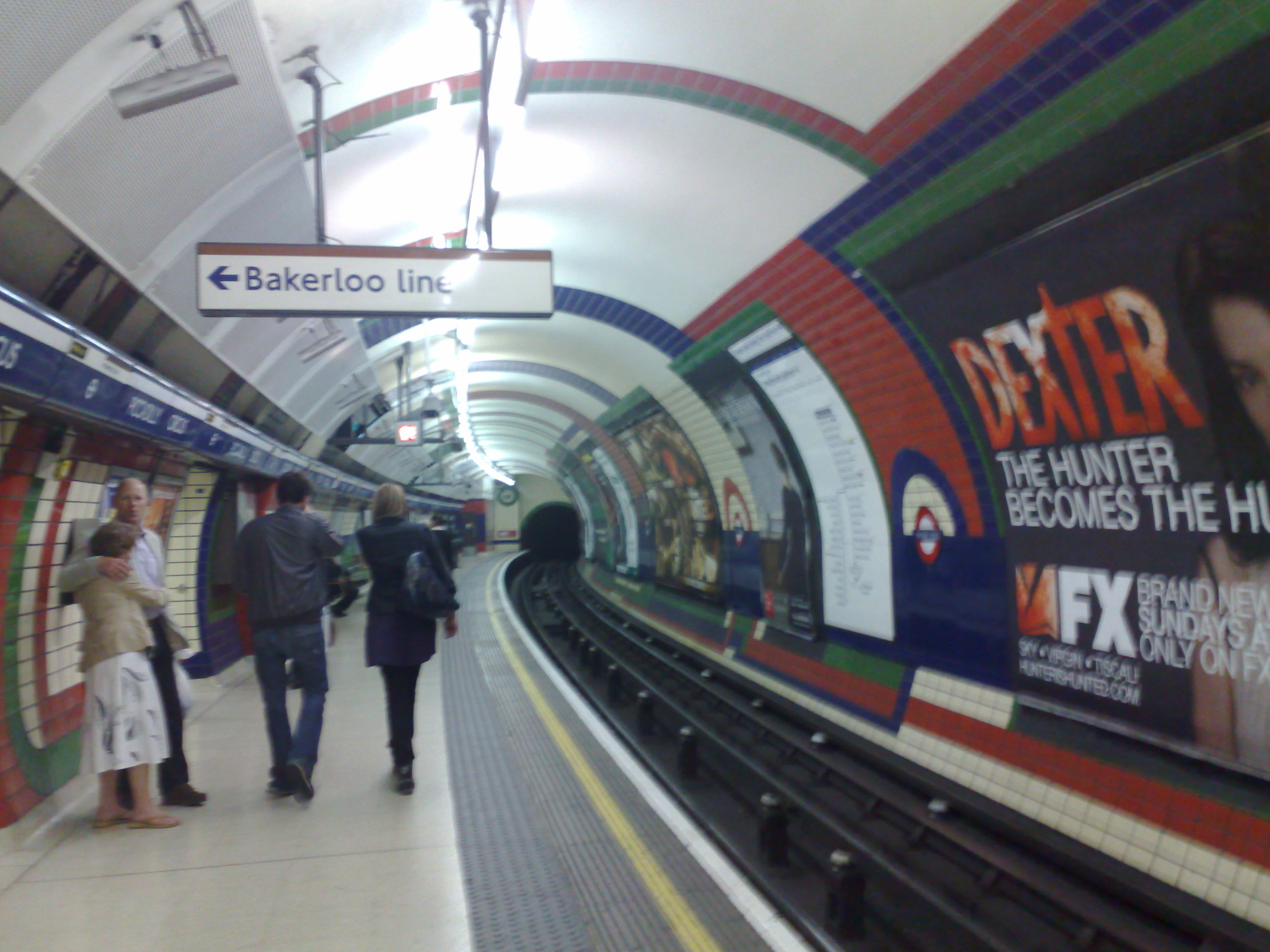
Piccadilly Circus di mattina.
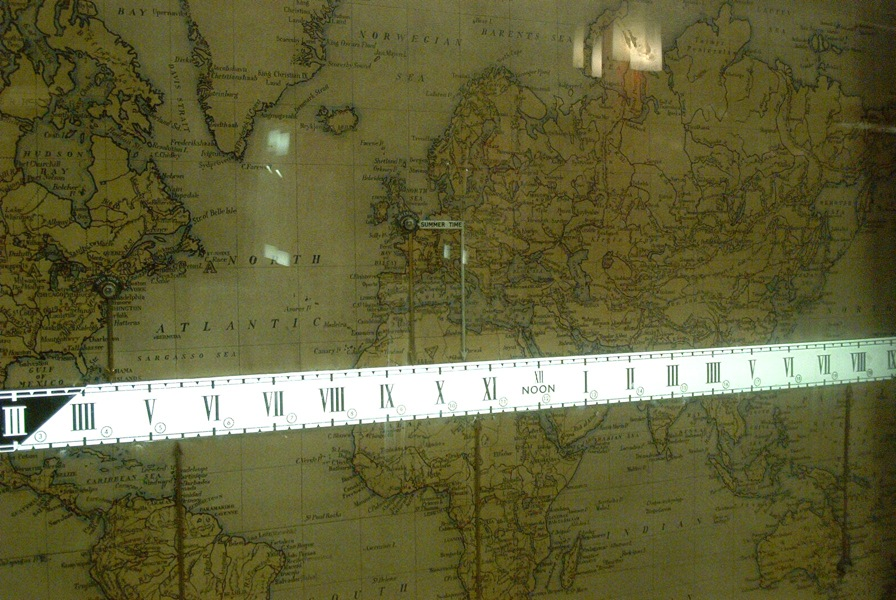
Un orologio nella sala biglietteria della stazione. Una freccia che parte da Greenwich indica l'ora.